# 어울초등학교
어울초등학교는 대한민국 경기도 안성시에 있는 공립 초등학교이다.

## 연혁
- 2016.03.02. 신령초등학교 시설공사 착공
- 2016.07.19. 어울초등학교로 교명 선정
- 2017.08.01. 시설공사 준공
- 2017.09.01. 하영희 초대교장선생님 취임
- 2017.09.01. 어울초등학교 개교(초등 12학급, 특수 1학급, 유치원 3학급)
- 2017.09.01. 체육관 개관

## 참고 자료
- 어울초등학교 - 한국교육학술정보원 학교알리미